# Кастело ди Годего
Кастело ди Годего је насеље у Италији у округу Тревизо, региону Венето.
Према процени из 2011. у насељу је живело 3311 становника. Насеље се налази на надморској висини од 57 м.

## Становништво
| 1951. | 1961. | 1971. | 1981. | 1991. | 2001. | 2011. |
| ----- | ----- | ----- | ----- | ----- | ----- | ----- |
| 4.876 | 4.308 | 4.510 | 5.569 | 6.023 | 6.347 | 7.013 |